# Eucalyptus globulus subsp. maidenii
Eucalyptus globulus subsp. maidenii é uma subespécie de planta com flor pertencente à família Myrtaceae. 
A autoridade científica da subespécie é (F.Muell.) J.B.Kirkp., tendo sido publicada em Botanical Journal of the Linnean Society 69: 101. 1974.

## Portugal
Trata-se de uma subespécie presente no território português, nomeadamente em Portugal Continental.
Em termos de naturalidade é introduzida na região atrás indicada.

## Proteção
Não se encontra protegida por legislação portuguesa ou da Comunidade Europeia.